# Hellmut Schnackenburg
 Hellmut Schnackenburg  (* 27. September 1902 in Halle (Saale); † 15. August 1974 in Bremen) war ein deutscher Dirigent und Generalmusikdirektor.

## Biografie
Schnackenburg wuchs in Altona auf. Er studierte Musik. Am Opernhaus Köln war er in den 1920 bis 1930er Jahren Korrepetitor und Kapellmeister sowie an den Wuppertaler Bühnen Musikdirektor. 
1937 wurde er Generalmusikdirektor der Philharmonischen Gesellschaft in Bremen. Sein Vertrag wurde 1943 nicht verlängert, so dass ihm Operndirektor Fritz Rieger im Amt nachfolgte. Im Juli 1945 erhielt er wieder  die Stellung als Generalmusikdirektor der Philharmonischen Gesellschaft. Die Konzerte fanden nach dem Krieg im Decla-Kino in Walle oder im Bremer Rathaus statt. 1947 konnte der Konzertbetrieb wieder im Konzertsaal Die Glocke stattfinden. 1948 wurde er vom Bremer Senat zum Professor ernannt und 1951 zum Direktor der Musikschule Bremen. 1953 folgte ihm Paul van Kempen als Generalmusikdirektor. Als Musikschuldirektor wurde er 1968 pensioniert. Ihm folgte in dieser Funktion Hans Joachim Kauffmann nach.

### Ehrungen
- Im Konzertsaal Die Glocke wurde 1999 eine Büste von ihm aufgestellt.